# EBaum's World
eBaum's World è un sito web popolare con sede a Rochester, New York, che offre contenuti di intrattenimento come video, cartoni animati in flash e giochi. Il sito è noto per le sue critiche per molte ragioni, soprattutto a causa delle accuse che i contenuti del sito sono presi da altre fonti senza permesso e marchiati con il simbolo di eBaum's World. Il sito, che è di proprietà di Eric “eBaum” Bauman, un uomo di Rochester, New York, è tra i 1000 siti più visitati di internet in base al ranking di Alexa. È di co-proprietà del segretario e padre di Eric, Neil Bauman.

## Caratteristiche
Il sito offre tavole armoniche delle celebrità, dove gli utenti possono premere i tasti per ascoltare i loro pettegolezzi o frasi pronunciate da quella celebrità. La pressione di determinati pulsanti in un ordine organizzato, permette agli utenti di sentire le celebrità che dicono cose insolite. Per questo motivo, le tavole armoniche sono comunemente utilizzate per gli scherzi telefonici. Queste chiamate sono spesso registrate e successivamente vengono caricate sul sito sito. L'eBaum's World possiede una grande comunità di forum con migliaia di soci e oltre un milione di messaggi. Vi è anche una chat, e un negozio che vende merce eBaum. Vi è anche una sezione chiamata deficiente elettronica che offre un feedback inviati dagli utenti. L'eBaum's World possiede una grande raccolta di immagini scherzo e comici che si dividono in campioni, immagini Photoshop, e le culture fuorvianti delle immagini normali. Questo sito possiede anche una vasta collezione di film e giochi in flash di tutta internet.